# Non siamo mica gli americani!
Non siamo mica gli americani! è il secondo album del cantautore italiano Vasco Rossi, pubblicato il 30 aprile 1979.

## Descrizione
Le registrazioni del disco si svolsero negli studi "Fonoprint" di Bologna tra il novembre ed il dicembre del 1978, e fu pubblicato ad aprile del 1979. L'album venne in seguito ristampato (e si trova tuttora sul mercato) con il nome di Albachiara, per sfruttare maggiormente il richiamo della sua canzone più conosciuta.
Da questo LP viene estratto il 45 giri Albachiara/Fegato, fegato spappolato. Nell'album è presente anche (per quello che ho da fare) Faccio il militare, canzone ironica nei confronti del servizio militare, che l'autore aveva terminato pochi mesi prima, riformato per abuso di psicofarmaci.

### Le diverse edizioni e stampe
La copertina dell'edizione originale reca una fotografia di Vasco coi capelli corti (fatta nel periodo del servizio militare, nel 1979), e il titolo "Non siamo mica gli americani" viene rappresentato con una parte di bandiera americana ridisegnata coi colori della bandiera italiana. Alcuni dei musicisti presenti avevano collaborato anche al disco precedente. Il tecnico del suono è Maurizio Biancani.
Anche questo disco ha subito alcune riedizioni con variazioni di grafica e di titolo, complice la cessione temporanea prima, e definitiva poi, del catalogo da parte di Lotus/Saar ed i successivi passaggi di proprietà dello stesso. La prima edizione, del 1979, LOP12804 è Lotus. Successivamente, la Saar ristampò l'album con etichetta Passport LPPS11123 nel 1981. Ultima ristampa Lotus è numerata LOP14056 del 1984. Nello stesso anno, però, Lotus riedita l'album con diversa cover (foto presa da un concerto) e codice LP14056. Dopo, è un succedersi di ulteriori edizioni, complice il successo di Vasco, che arrivò proprio in quegli anni. Si segnala il cambio di titolo dell'album, che divenne Albachiara. A stamparlo in questa forma, e con nuova copertina (presa da un concerto), Targa e, successivamente, Ricordi, anche su sottoetichetta linea Orizzonte (ORL8709).

## Tracce
Lato A
Testi e musiche di Vasco Rossi.
1. Io non so più cosa fare – 3:58
2. Fegato, fegato spappolato – 3:15
3. Sballi ravvicinati del 3º tipo – 5:09
4. (per quello che ho da fare) Faccio il militare – 4:31

Lato B
Testi e musiche di Vasco Rossi, eccetto dove indicato.
1. (per quello che ho da fare) Faccio il militare (reprise) – 0:36
2. La strega (la diva del sabato sera) – 4:42 (musica: Silvestri)
3. Albachiara – 4:05
4. Quindici anni fa – 5:10
5. Va bè (se proprio te lo devo dire) – 3:09

## Formazione
- Vasco Rossi - voce
- Maurizio Solieri - chitarra elettrica, chitarra acustica, mandolino, cembalo
- Gian Emilio Tassoni - basso, contrabbasso
- Gaetano Curreri - tastiera, pianoforte, sintetizzatore, effetti elettronici
- Antonio Mancuso - tastiera
- Giovanni Pezzoli - batteria, percussioni
- Sandro Comini - trombone
- Rudy Trevisi - sax, clarinetto

### Produzione
- Alan Taylor - produzione esecutiva, supervisione, missaggio
- Maurizio Biancani - ingegneria del suono
- Gianni Prudente - missaggio
- Auro Arbizzo - assistenza musicale